# Атовмян, Левон Тадевосович
Лево́н Тадево́сович Атовмя́н (Атовмья́н) (12 (25) мая 1901, Ашхабад — 16 января 1973, Москва) — армянский и советский музыкально-общественный деятель, композитор, педагог. Отец композитора Дмитрия Атовмяна (1952—2004). В музыковедческой литературе и нотных изданиях встречаются оба варианта написания фамилии: Атовмян и Атовмьян.

## Биография
Происходил из армянской семьи.
Обучался в Музыкально-драматическом училище Московского филармонического общества. Учился игре на виолончели у В. Л. Кубацкого, на фортепиано у И. А. Добровейна, композиции у С. Н. Василенко. С 1919 по 1929 год служил в Красной Армии, в 1920 году стал членом РКП(б), заведовал музыкальной частью Русской экспериментальной мастерской театра (РЭМТ) в Тбилиси, где написал музыку к ряду театральных постановок. Там же, в Тбилиси, в 1926—1929 годах брал уроки по композиции у С. Паниева.
В 1929 году переехал в Москву, где в 1929—1933 годах занимал посты ответственного секретаря секции композиторов и члена президиума Всероссийского общества драматургов и композиторов. В декабре 1931 года на пленуме Совета Всероскомдрама вместе М. Ф. Гнесиным и Д. Д. Шостаковичем выступал с критикой позиции РАПМ. Вместе с С. С. Прокофьевым занимался нотным обменом сочинений советских и зарубежных композиторов до создания Музыкального фонда СССР. В 1932—1935 годах был председателем Московского горкома композиторов.
С 1934 по 1936 год исполнял обязанности заместителя директора драматических театров под руководством Ю. А. Завадского и В. Э. Мейерхольда и оперной студии Большого театра.
В 1936 году переехал в Ашхабад, где до 1938 года был начальником Управления по делам искусств Туркменской ССР и преподавал инструментоведение и дирижирование в Музыкальном техникуме. С 1939 по 1948 год директор и заместитель председателя правления Музыкального фонда СССР. Секретным Постановлением ЦК ВКП (б), утверждённым на заседании Политбюро 24 января 1948 года, вместе с А. И. Хачатуряном и В. И. Мурадели был освобождён от руководящей работы в Союзе советских композиторов. Атовмян был смещён с должности директора Музфонда и вскоре после Первого съезда Союза композиторов был лишён членства в этой организации, хотя и с последующим восстановлением.
В 1953—1963 годах занимал должности директора и художественного руководителя Государственного симфонического оркестра Комитета кинематографии.
Н. Я. Мясковский посвятил Л. Т. Атовмяну свою Двадцать пятую симфонию, op. 69 (1945—1946).
Скончался в Москве, похоронен на Армянском кладбище города Москвы.

## Творчество
Среди собственных немногочисленных произведений выделяются песни и музыка к драматическим спектаклям. На материале некоторых сочинений Д. Д. Шостаковича составил музыку к балетам «Цветы», «Директивный бантик», «Барышня и хулиган» и другим. Известен как автор обработок отдельных песен народов мира (русские, французскую, чешскую, шотландскую) и инструментовок произведений русских и советских композиторов: мазурки из оперы М. И. Глинки «Иван Сусанин», номеров из балетов П. И. Чайковского («Лебединое озеро») и А. К. Глазунова («Барышня-служанка» и «Раймонда»), некоторых сочинений Ю. А. Шапорина и В. Я. Шебалина. Л. Т. Атовмян сделал более 40 переложений симфонической, оперной и балетной музыки для фортепиано в две и четыре руки.
- Русские народные песни в обработке советских композиторов для голоса и дуэта с фортепиано / Сост. Л. Атовмян, М. Иорданский. М.—Л.: Госмузиздат, 1947.
- Попурри из Балета «Лебединое озеро» П. И. Чайковского. Инструментовка для эстрадного ансамбля. М.: Музгиз, 1956.

Переложения и инструментовки сочинений С. С. Прокофьева:
- «Ромео и Джульетта», балет ор. 64. Переложение для фортепиано в две руки.— М.: Музфонд, 1944. Переиздано Музгизом в 1946 году[6].
- «Здравица», кантата op. 85. Переложение для пения с фортепиано. — М.—Л.: Музгиз, 1946.
- «Золушка», балет ор. 87. Переложение для фортепиано в две руки. — М., 1954.
- Сюита из вальсов Ф. Шуберта для фортепиано. Инструментовка для малого симфонического оркестра. — М.: Музгиз, 1958.
- Симфония № 1 «Классическая», ор. 25. Переложение для фортепиано в четыре руки. — М.: Советский композитор, 1960.

Переложения симфоний Д. Д. Шостаковича для фортепиано в две руки:
- Симфония № 4, ор. 43. — М.: Советский композитор, 1969.
- Симфония № 5, ор. 47. — М., 1948; повторно М.: Советский композитор, 1960.
- Симфония № 8, ор. 65. — М.: Музыка, 1956.
- Симфония № 9, ор. 70. — М., 1946.

Также переложения для фортепиано музыки Шостаковича к кинофильмам «Овод», «Мичурин», «Пирогов».